# Trèfle bai
Trifolium badium
Espèce
Classification phylogénétique
Le trèfle bai, appelé aussi trèfle brun (Trifolium badium Schreb.), est une espèce de plantes à fleurs du genre Trifolium (les trèfles) et de la famille des Fabacées (ou Légumineuses, ou encore Papilionacées). C'est une plante de petite taille poussant exclusivement en montagne à partir de 1 400 mètres. Les étendards de ses fleurs jaunes ont la particularité de virer au brun (bai) lorsqu'ils commencent à se faner.

## Description

### Écologie et habitat
C'est une plante vivace assez commune dans les montagnes de France et du sud de l'Allemagne, à l'exception des Vosges, poussant de 1200 à 2 800 m sur sol surtout calcaire. Le trèfle bai apprécie les prés, les pelouses et les rocailles moyennement humides, on le rencontre souvent à proximité de cours d'eau. Floraison en juillet-août.

### Morphologie générale et végétative
C'est une plante herbacée basse (10 à 25 cm) formant des touffes. Souche épaisse, dont partent plusieurs rejets stériles. Tigé érigée ou ascendante, presque glabre (très petits poils appliqués), de couleur brunâtre. Les feuilles sont peu nombreuses, les inférieures alternes, les supérieures opposées, longuement pétiolées et à stipules pointues. Les folioles, assez petites, sont elliptiques et finement dentées.

### Morphologie florale
Les fleurs sont hermaphrodites en petites têtes globuleuses et très serrées, l'inflorescence étant longuement pédonculée. Elles sont jaune d'or, avec un étendard strié qui se recourbe très vite vers le bas et devient brun, tout comme les autres pétales. La pollinisation est réalisée par les insectes.

### Fruit et graines
Le fruit est une petite gousse. La dissémination est épizoochore.